# امامزاده اسماعیل (رزن)
امامزاده اسماعیل (رزن)، روستایی از توابع بخش سردرود شهرستان رزن در استان همدان ایران است.

## جمعیت
این روستا در دهستان سردرود علیا قرار دارد و براساس سرشماری مرکز آمار ایران در سال ۱۳۹۵، جمعیت آن ۱۱ نفر بوده‌است.